# (31049) 1996 QZ
(31049) 1996 QZ est un astéroïde de la ceinture principale d'astéroïdes découvert en 1996.

## Description
(31049) 1996 QZ a été découvert le 20 août 1996 à l'observatoire Kleť, en République tchèque, en Bohême-du-Sud, par l'Observatoire Kleť.

### Caractéristiques orbitales
L'orbite de cet astéroïde est caractérisée par un demi-grand axe de 2,75 ua, un périhélie de 2,52 ua, une excentricité de 0,08 et une inclinaison de 7,07° par rapport à l'écliptique. Du fait de ces caractéristiques, à savoir un demi-grand axe compris entre 2 et 3,2 ua et un périhélie supérieur à 1,666 ua, il est classé, selon la JPL Small-Body Database, comme objet de la ceinture principale d'astéroïdes.

### Caractéristiques physiques
(31049) 1996 QZ a une magnitude absolue (H) de 15,6 et un albédo estimé à 0,356.